# Parque Estadual Paulo César Vinha
O Parque Estadual Paulo César Vinha, antigo Parque Estadual de Setiba, possui esse nome em homenagem ao biólogo Paulo César Vinha, que era contra o extrativismo de areia na região, tendo sido assassinado devido à sua luta pela preservação da área. Fica no município de Guarapari, no Espírito Santo, região sudeste, possuindo uma área de 1 500 hectares. A reserva encontra-se numa planície litorânea, e sua principal formação florestal é a restinga.

## Biodiversidade

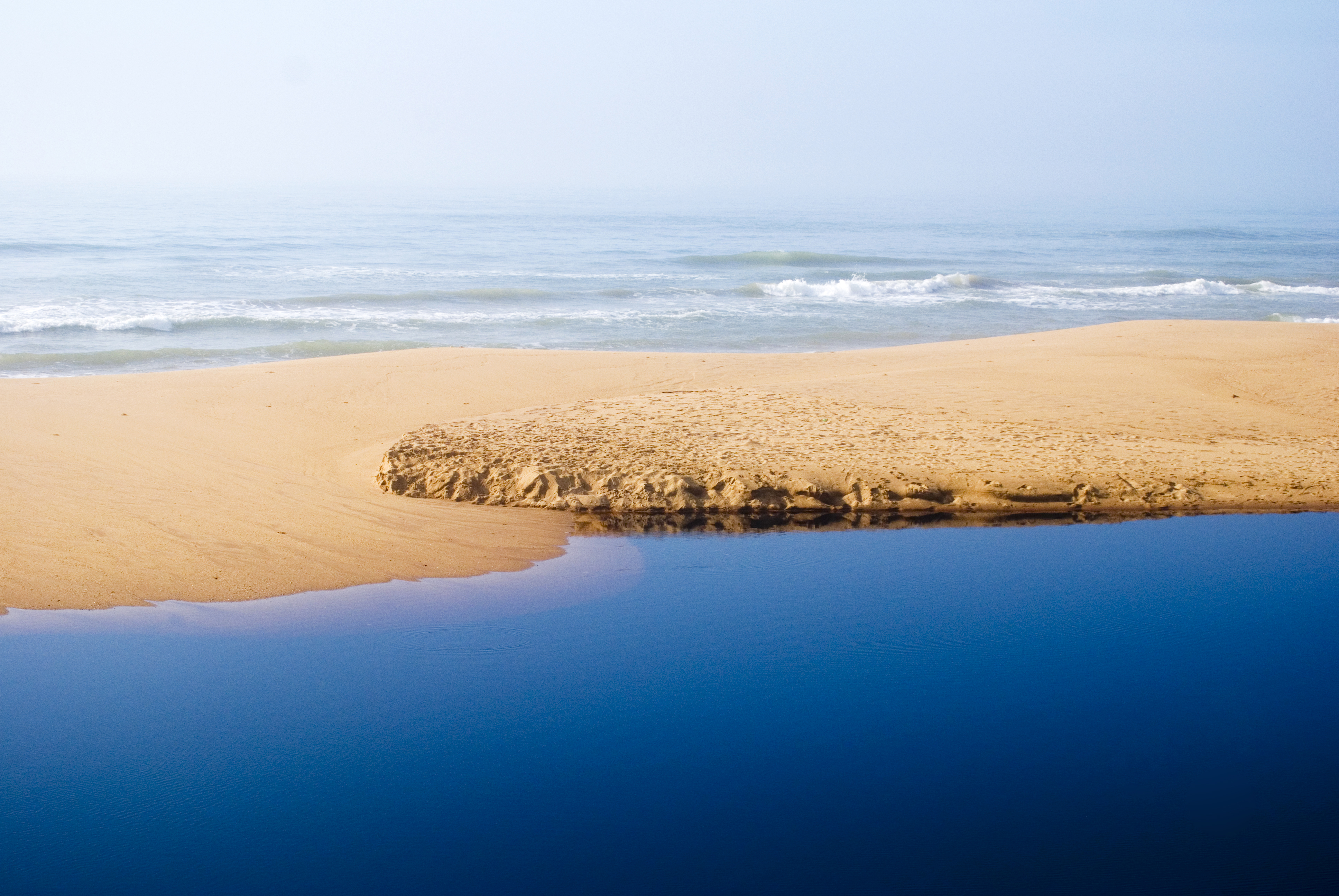
Lagoa de Caraís

Há cerca de 8 000 anos, o mar ocupava toda essa planície em que hoje se situa o Parque. Com o recuo da água ao longo do tempo, um grande areal foi formado, que aos poucos foi sendo recoberto por diferentes tipos de plantas e organizações, resultando em diferentes tipos de vegetação. Essa diferenciação se dá pela presença de ondulações do terreno, permitindo que a água permaneça em pontos mais baixos ou elevados da superfície, e ainda acima do solo, formando trechos alagados. Sendo assim, se a disponibilidade de água, fator essencial para a vida, é menor ou maior em determinados pontos, a maioria das espécies de plantas e outras formas de vida também é diferente em cada um desses locais. Há uma grande diversidade de ambientes em sua área como praia, lagoas, dunas e planícies alagadas, inúmeras formações vegetais, uma rica flora composta por Orquídea, bromélias, Clusia e outras espécies típicas de restinga. Conta com uma fauna variada de pererecas endêmicas a Sagui-de-cara-branca, cotias, jiboias, Quati, tamanduás e veados. 

### Flora

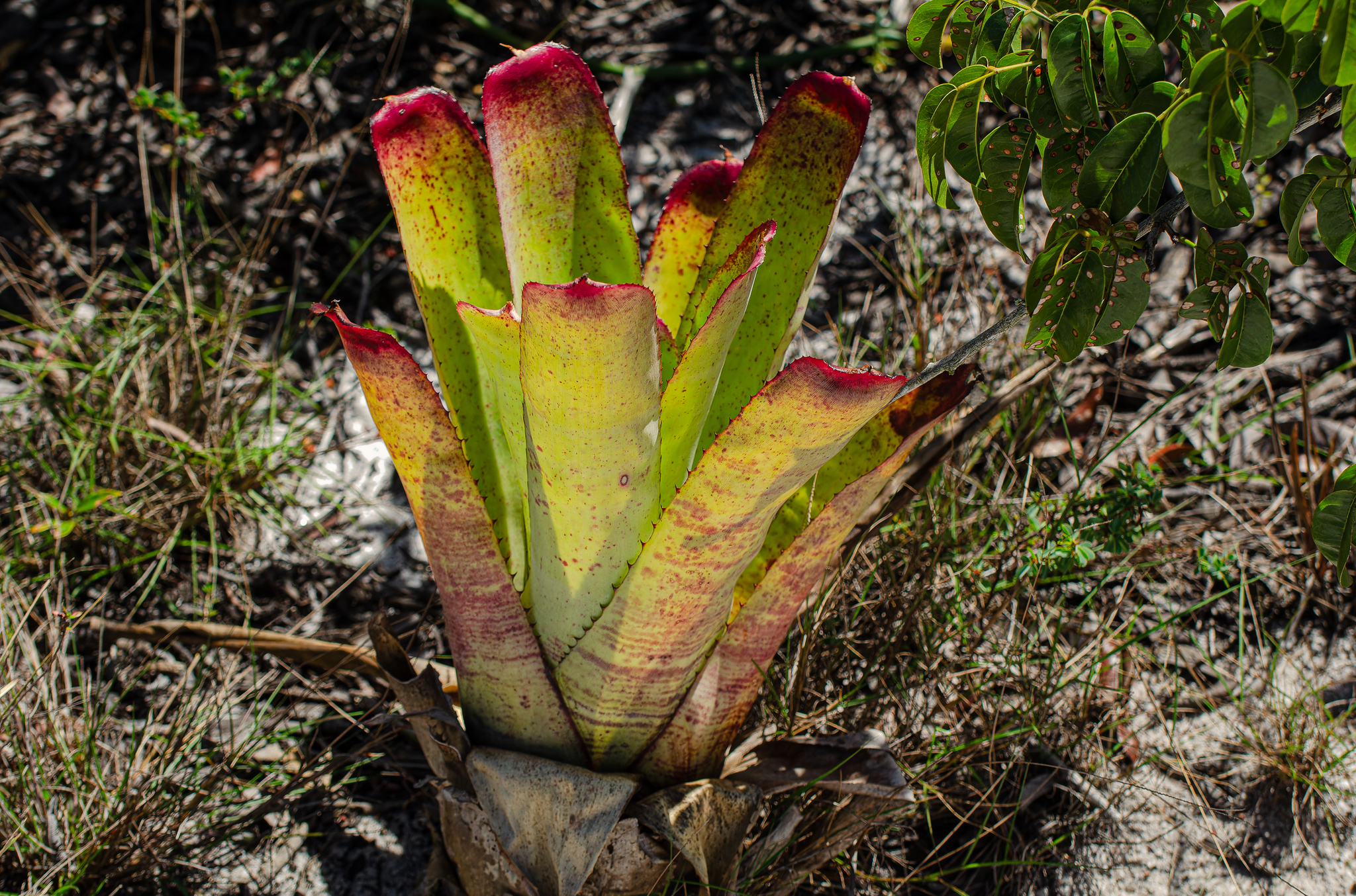
A Neoregelia pascoaliana é uma das espécies de bromélia encontrada no parque.

O tipo de vegetação característico dessa região é a restinga, encontrada nas praias e planícies costeiras por todo litoral brasileiro. No parque são observadas desde plantas rasteiras até árvores com mais de 15 m de altura, contando com várias espécies de orquídeas, bromélias, clúsias, aroeiras, cactos e entre as espécies em via de extinção está a Jacquinia brasiliensis. Servem como abrigo e alimento para muitos animais encontrados nessa região, e são muito importantes na fixação das dunas, evitando que a areia se espalhe. A restinga possui diversas fitofisionomias, dentre elas: 
- Floresta Periodicamente Inundada: seu nome se deve aos alagamentos periódicos que ocorrem durante ao ano, é predominante nas margens das lagoas e nas áreas mais baixas ou depressões. O solo é frequentemente coberto por uma camada de matéria orgânica (folhas, galhos, flores, frutos e sementes), sendo muito importante para a manutenção de todo o ecossistema, pois sua decomposição fornece nutrientes ao solo e ajuda a manter a umidade, abrigando várias formas de vida. Árvores como o Guanandí (Symphonia globulifera), palmeiras como a Aricanga (Geonoma schottiana), Tucum (Bactris vulgaris), bromélias e samambaias estão presentes na floresta, também pássaros e anfíbios, associados ou atraídos por ambiente úmido, como pererecas, guaxinins e muitos insetos.[1]

- Brejo Herbáceo: é marcado por ondulações do terreno, onde a superfície se encontra ora mais próxima ora mais afastada do lençol freático, chegando também a ser tão baixa, que possibilita o afloramento do lençol em sua superfície, formando inundações. Como consequência disto, forma-se diferentes graus de vegetação. Animais como o Veado-mateiro, a seriema, garças, socós e frango d’agua, são encontrados nesta vegetação.[1]

- Mata Seca de Restinga: também conhecida como “Formação Florestal não Inundável”, a Mata Seca de restinga não sofre alagamentos em nenhuma época do ano. Aqui, a matéria orgânica no solo é bem grossa e há uma maior diversidade vegetal, com diferentes formas de vida, como epífitas, ervas, trepadeiras, arbustos, fungos, Líquen, musgos, Bromélias, árvores que podem chegar até 20 metros de altura e animais como o sagui (Callithrix geoffroyi), tamanduá-de-colete (Tamandua tetradactyla), saruê (Didelphis aurita) e Saí-azul (Dacnis cayana). É comum encontrar indivíduos jovens das árvores, que substituem as adultas quando estas caem, mantendo a continuidade de vida da floresta.[1]

- Vegetação Pós-praia: a vegetação, devido a condições do ambiente como o vento, salinidade e nutrientes, se apresenta em torno de três metros de altura e geralmente não são encontradas na área florestal. Estão presentes a “almescla” (Protium heptaphyllum), o “jatobá” (Hymenaea rubriflora), a aroeira ou pimenta-rosa (Schinus terebinthifolius) dominando quase toda a área, a pitanga (Eugenia uniflora) e plantas ameaçadas de extinção pela retirada gananciosa da vegetação. [1]

### Fauna

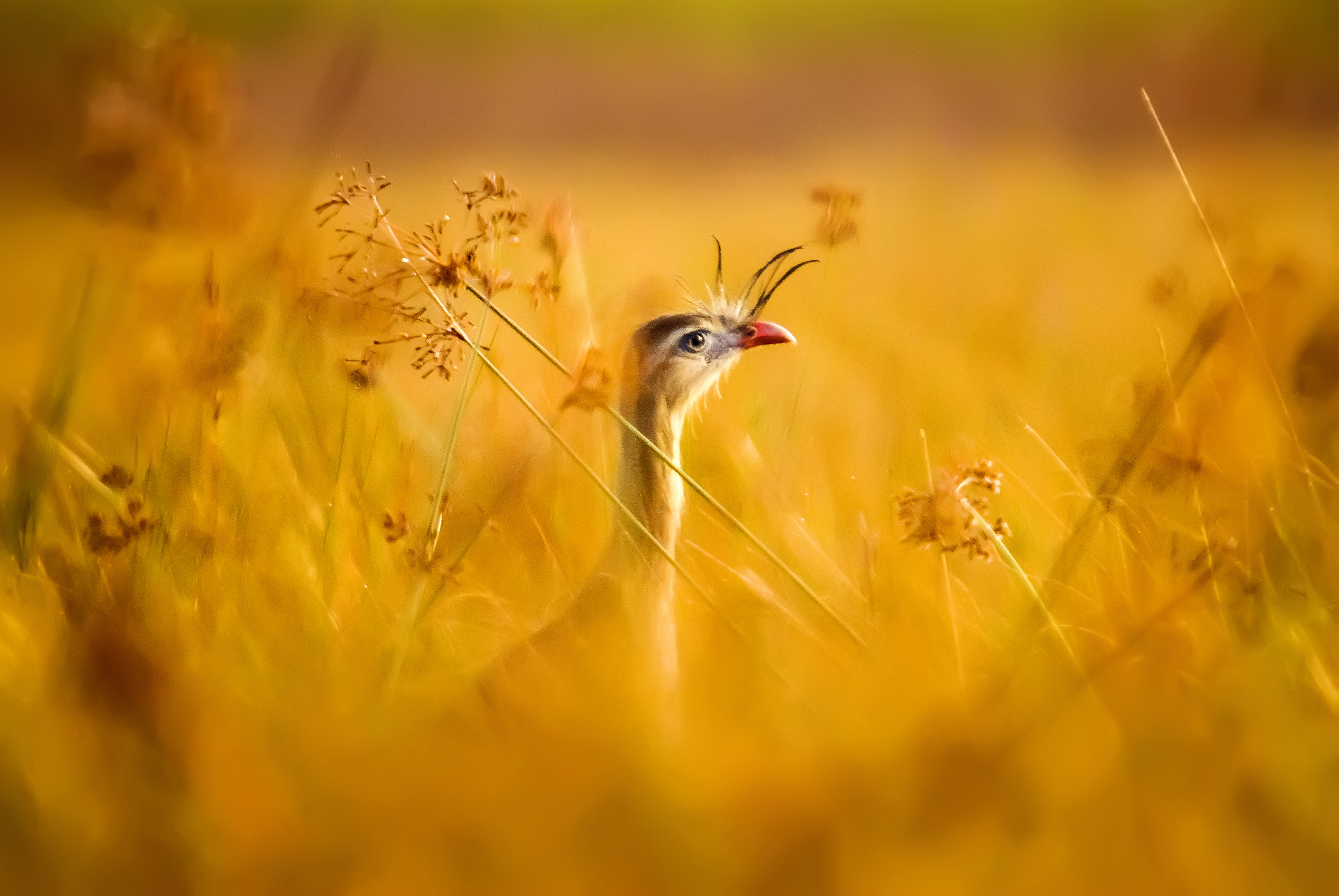
Seriema

Há uma enorme diversidade de animais na região do parque, como consequência de diversos ambientes, cada um com suas características e funções diferentes. Podem-se classificar as espécies em dois grupos distintos: espécies endêmicas e Espécie indicadora de qualidade ambiental. As espécies endêmicas são as que podem ser encontradas em apenas uma determinada região ou ecossistema, com exemplo espécies que vivem somente na Mata Atlântica e outros são encontrados apenas no Espírito Santo, caracterizam-se como espécies endêmicas dessas regiões. As espécies indicadoras de qualidade ambiental são tão sensíveis à qualquer alteração do meio ambiente, que podem desaparecer caso essas alterações aconteçam, a sua presença é um indicativo do bom estado de conservação da natureza. A fauna da área é rica, possuindo mamíferos como cachorro-do-mato, sagui-de-cara-branca, jaguatirica, ouriço-preto, papuaçu capivara, aves como sabiá-da-praia, garça-branca-grande, apuim-de-cauda-amarela e répteis como a jiboia além de muitos peixes, insetos, anfíbios.

## Hidrografia
Dentre os principais mananciais que banham a unidade de conservação estão o rio Una, que tem parte de sua bacia hidrográfica protegida pelo parque, e a Lagoa de Caraís.

## Problemas e ameaças
Automóveis dentro do parque:

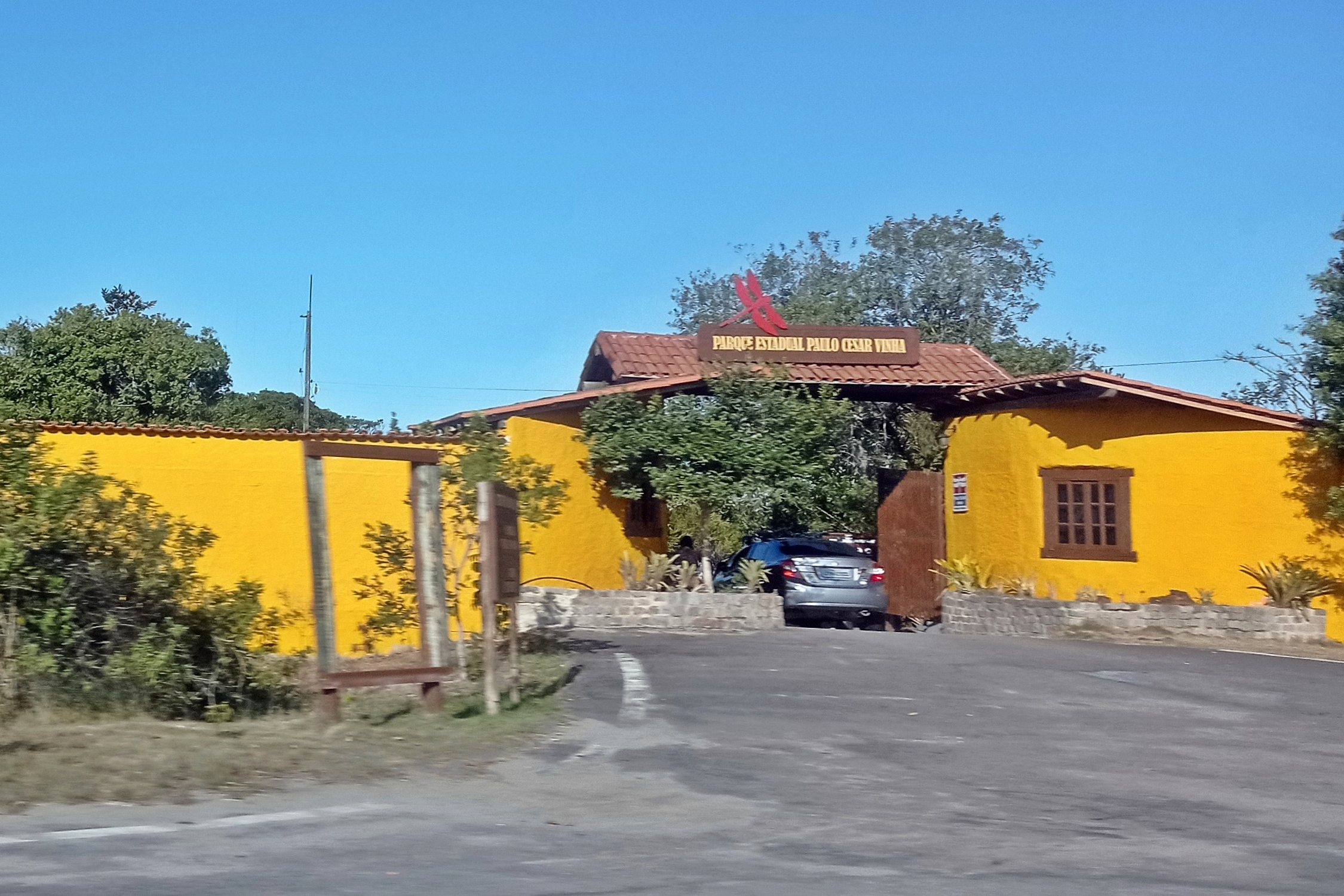
Entrada do Parque Estadual Paulo Cesar Vinha na margem da Rodovia do Sol

Problema mais comum e antigo é a entrada ilegal de carros e motos na praia e no interior do parque. Placas de aviso não são respeitadas e isso pode acarretar problemas ao meio ambiente. Em casos mais incomuns os automóveis percorrem o interior do parque e as dunas. Esses carros passam por cima da vegetação que tem uma grande importância na fixação das dunas, sem essa vegetação a areia é carregada alterando o ambiente, e invadindo ruas e casas. Outro impacto é em relação às tartarugas marinhas, pois os carros passam por cima de seus ovos, impossibilitando que as tartaruguinhas nasçam.
Incêndios Florestais
As queimadas destroem boa parte da vegetação e consequentemente eliminam o habitat de outros seres, ocorrendo uma alteração do meio ambiente. Devido a esses acontecimentos, foi criado um projeto chamado "Programa de recuperação e monitoramento pós-fogo do PEPCV", para recuperar parte da área queimada e pesquisar como a restinga comporta-se depois de incêndios.
Extração de areia
A extração de areia é um problema que deve ser fiscalizado, pois foi um dos motivos para a criação do parque, o que mesmo depois desse fato ainda realizam a extração ilegal de areia. Ocorre principalmente à noite, onde retiram toda a vegetação, matando muitas espécies. Os animais acabam morrendo ou ficam sem lugar para sobreviver.
Captura de aves
A captura de aves é algo preocupante, pois, como todos os seres vivos, possuem grande importância na natureza, já que ajudam a manter o equilíbrio do ambiente.
Coletas de plantas nativas
Na restinga, vivem muitas plantas bonitas, como as orquídeas e as bromélias. Mas a beleza se tornou uma ameaça, sendo utilizadas para a venda ou consumo, já que existem espécies com valor ornamental, medicinal e culinário. Mas cada planta tem uma importante função no ambiente. As bromélias por acumularem água, muitos animas utilizam-na como local para abrigar-se, alimentar-se ou reproduzir-se. Retirar uma planta da restinga é ilegal e prejudica uma grande quantidade de seres vivos.
Espécies ameaçadas de extinção
Com a intensa destruição da natureza, varias espécies de animais e plantas estão ameaçadas de extinção. Podem desaparecer se não tiverem um local adequado para sobreviver. Principais motivos, além da destruição do ambiente natural, tem a caça e coleta desses animais e de plantas e a introdução de espécies exóticas no meio.